# 岡村輔之
岡村 輔之（おかむら すけゆき、寛永5年（1628年）－貞享元年7月19日（1684年8月29日））は、江戸時代前期の土佐藩下士。通称は十兵衛。
土佐一条氏家臣の末裔で、山内一豊の土佐入国後に山内氏に仕えて土佐郡布師田村（現在の高知県高知市）に所領が与えられた一族の出身。
理財に秀でて、山林の役人時代に材木の伐採・搬出事業を効率化して利益を上げ、天和元年（1681年）に安芸郡羽根浦（現在の室戸市）の浦役人に任じられて分一の徴収にあたった。ところが、この地域は数年来の凶作・不漁・洪水などで住民は生活難に苦しんでいた。岡村はこれを救うべく、藩の許可を得て御留山の材木や薪を上方方面に売って住民を救った。だが、その最中の貞享元年（1684年）に飢饉が発生して餓死者までが出る状況になった。このため、岡村は独断で藩の米蔵を開いて住民に分け与えたために罪に問われ、謹慎処分となってしまった。そのため、住民に累が及ぶことを恐れた岡村は自害して果てた。法名は林月宗悦居士。
明治4年（1871年）になって羽根浦住民の土佐藩への嘆願が認められて、岡村を祀った鑑雄神社が建立された。